# Дончево
Дончево (болг. Дончево) — село в Болгарии. Находится в Добричской области, входит в общину Добричка. Население составляет 914 человек. Имеет железнодорожную остановку без кассира, без руководителя движения.

## Политическая ситуация
В местном кметстве Дончево, в состав которого входит Дончево, должность кмета (старосты) исполняет Паун Енев Станчев (коалиция в составе 4 партий: Демократы за сильную Болгарию (ДСБ), Земледельческий народный союз (ЗНС), Союз демократических сил (СДС), ДСБ,ЗЕМЕДЕЛСКИ НАРОДЕН СЪЮЗ) по результатам выборов.
Кмет (мэр) общины Добричка — Петко Йорданов Петков (Болгарская социалистическая партия)  по результатам выборов.